# Aeromotores resfriados a ar da Salmson
Entre 1920 e 1951, a Société des Moteurs Salmson na França desenvolveu e construiu uma série de motores de aeronáuticos refrigerados a ar amplamente usados.

## Antecedentes
A empresa francesa de engenharia geral Société des Moteurs Salmson entrou no campo de motores de aeronaves em 1911. Seus primeiros motores eram radiais resfriados a água com base em uma patente suíça do sistema Canton-Unné.

## Projeto e desenvolvimento

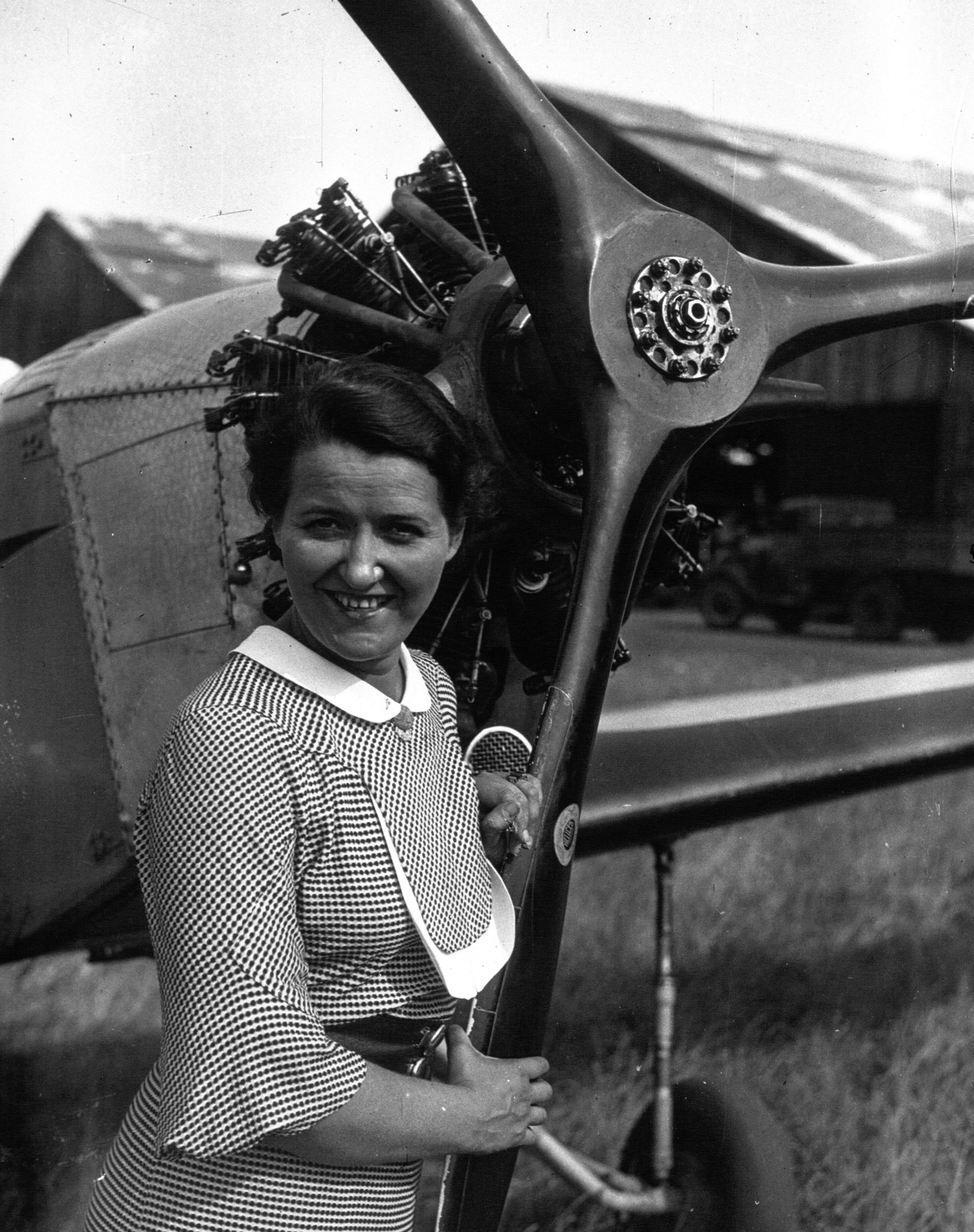
Maryse Hilsz ao lado de seu avião Mauboussin M.122 equipado com um motor "Salmson 9 Aé.RS", prestes a bater o recorde de altitude em 1935.

Depois de seus motores radiais refrigerados a água bem-sucedidos, desenvolvidos de 1908 a 1918, a Salmson mudou seu foco para o resfriamento a ar para reduzir o peso e aumentar a potência específica (potência por unidade de peso). A maioria dos motores produzidos pela Salmson eram do tipo radial com alguns outros arranjos, como o Salmson T6.E. Em comum com outros motores produzidos por este fabricante, os motores radiais refrigerados a ar apresentavam o arranjo interno não ortodoxo de Canton-Unné que dispensava uma haste mestre em favor de uma gaiola de engrenagens epicicloidais que acionavam o pino do eixo de manivela. A produção terminou em 1951 com a liquidação da empresa manufatureira.

## A British Salmson
Os Salmsons de 3,7 e 9 cilindros foram construídos sob licença na Grã-Bretanha, durante as décadas de 1920 e 1930, pela empresa britânica de motores British Salmson com as designações: British Salmson AD.3, British Salmson AC.7, British Salmson AC.9 e o British Salmson AD.9 de maior sucesso.

#### Pós Primeira Guerra
Em comum com vários outros fabricantes franceses de motores aeronáuticos, a Salmson nomeou seus motores com o número de cilindros, em seguida, uma letra de série em maiúsculas seguida de letras variantes em minúsculas. Não estão incluídos os motores de 1932 (ver tabela abaixo)
- 3 Ad:[7]
- 5 Ac:[8]
- 5 Ap-01:
- 5 Aq-01:
- 6 Ad:
- 6 TE
- 6 TE.S:
- 7 Aca:
- 7 Aq:
- 7 M:
- 7 Om:
- 8 As:
- 9 AB:[7]
- 9 ABa:
- 9 ABc:
- 9 Az:[7]
- 9 A2c:
- 9 M:
- 9 Nd:
- 9 P:
- 9 Y:
- 11 B:
- 12 C ou W-12:
- 18 Ab:
- 18 Cm:
- 18 Z:
- Salmson-Szydlowski SH18:

A tabela a seguir lista os motores Salmson refrigerados a ar disponíveis em 1932:
| Nome   | Cil.                      | Ano | Diâmetro           | Curso              | Capacidade             | Potência                       | Peso              |
| ------ | ------------------------- | --- | ------------------ | ------------------ | ---------------------- | ------------------------------ | ----------------- |
| 7 AC   | 7-cil. radial             |     | 100 mm (3,937 pol) | 130 mm (5,118 pol) | 7,150 ml (0,44 cu in)  | 78 kW (105 hp) a 1.800 rpm     | 130 kg (287 lb)   |
| 9 AD   | 9-cil. radial             |     | 70 mm (2,756 pol)  | 86 mm (3,386 pol)  | 2,979 ml (0,18 cu in)  | 33,56 kW (45 hp) a 2.000 rpm   | 68 kg (150 lb)    |
| 9 ADb  | 9-cil. radial             |     | 70 mm (2,756 pol)  | 86 mm (3,386 pol)  | 2,979 ml (0,18 cu in)  | 41 kW (55 hp) a 2.200 rpm      | 74 kg (163 lb)    |
| 9 ADr  | 9-cil. radial             |     | 70 mm (2,756 pol)  | 86 mm (3,386 pol)  | 2,979 ml (0,18 cu in)  | 48,5 kW (65 hp) a 2.700 rpm    | 79 kg (174 lb)    |
| 9 AC   | 9-cil. radial             |     | 100 mm (3,937 pol) | 130 mm (5,118 pol) | 9,189 ml (0,56 cu in)  | 96,94 kW (130 hp) at 1.800 rpm | 170 kg (375 lb)   |
| 9 NC   | 9-cil. radial             |     | 100 mm (3,937 pol) | 140 mm (5,512 pol) | 9,9 ml (0,60 cu in)    | 111,85 kW (150 hp) a 1.800 rpm | 155 kg (342 lb)   |
| 9 NCt  | 9-cil. radial             |     | 100 mm (3,937 pol) | 140 mm (5,512 pol) | 9,9 ml (0,60 cu in)    | 126,77 kW (170 hp) a 1.800 rpm | 165 kg (364 lb)   |
| 9 AB   | 9-cil. radial             |     | 125 mm (4,921 pol) | 170 mm (6,693 pol) | 18,765 ml (1,15 cu in) | 186,4 kW (250 hp) a 1.700 rpm  | 265 kg (584 lb)   |
| 9 NA   | 9-cil. radial             |     | 140 mm (5,512 pol) | 160 mm (6,299 pol) | 22,140 ml (1,35 cu in) | 246 kW (330 hp) a 1.800 rpm    | 292 kg (644 lb)   |
| 9 NAs  | 9-cil. radial             |     | 140 mm (5,512 pol) | 160 mm (6,299 pol) | 22,14 ml (1,35 cu in)  | 41 kW (55 hp) a 1.800 rpm      | 315 kg (694 lb)   |
| 18 AB  | 18-cil. 2-fileiras radial |     | 125 mm (4,921 pol) | 180 mm (7,087 pol) | 39,76 ml (2,43 cu in)  | 410,1 kW (550 hp) a 1.700 rpm  | 150 kg (331 lb)   |
| 18 ABs | 18-cil. 2-fileiras radial |     | 125 mm (4,921 pol) | 180 mm (7,087 pol) | 39,76 ml (2,43 cu in)  | 484,7 kW (650 hp) a 1.700 rpm  | 465 kg (1 025 lb) |

## Aplicações

### Motores de nove cilindros
9AB
- Aviméta 132
- Bernard SIMB AB 16
- Blériot 135
- Blériot 290
- Boisavia B.604 Mercurey II
- Farman F.166
- Farman F.310
- Hanriot H.436
- Loire 30
- Loire 501
- Morane-Saulnier MS.130
- Morane-Saulnier MS.237
- Morane-Saulnier MS.502
- Potez 33/2
- Romano R.82
- Romano R.83
- SET 3
- SNCAO 30
- Wibault 360 prototype

9AC
- ANF Les Mureaux 140T
- Bartel BM-2
- Besson MB.35
- Caudron C.240
- Farman F.202
- Hanriot H.36
- Hanriot H.41H
- Hanriot LH.12
- Hanriot HD.320
- Lioré et Olivier LeO H-180
- Morane-Saulnier MS.136
- Morane-Saulnier MS.137
- SPCA 40T

9AD
- Ace 300
- Angus Aquila  (A.D.9)
- Arado L I
- Arpin A-1 Safety-Pin  (A.D.9R srsIII)
- Aviaméta 9Ac
- B.A. Swallow  (A.D.9)
- Bassou Roubis (9 AD
- BFW M.23a
- Boulton & Paul P.41 Phoenix II  (A.D.9)
- British-Klemm Swallow  (A.D.9R srsIII)
- Brochet MB.50
- Brochet MB.70
- CAP-4 Paulistinha protótipo
- Caudron C.109
- Comper C.L.A.7 Swift  (A.D.9)
- Couzinet 100 (9 ADb)
- Couzinet 103
- Dupuy D-40 (9 AD)
- Farman F.230
- Gerner G II R (9 AD)
- Hafner R.II Revoplane II  (A.D.9)
- Henderson-Glenny Gadfly III
- Hinkler Ibis  (A.D.9)
- Indraéro Aéro 20 (9 ADb)
- Indraéro Aéro 30 (9 AD)
- Indraéro Aéro 101 (9 ADb)
- Jodel D.11
- Jodel D.116
- Jodel D.116 (9 ADr)
- Klemm L.25  (A.D.9)
- Mauboussin M.120
- Morane-Saulnier MS.180
- Peyret-Mouboussin M.XII
- Payne Knight Twister protótipo
- Parmentier Wee Mite  (A.D.9)
- Piel CP.210 Pinocchio (9 AD)
- Rigault RP.01B
- RWD-2
- Salmson D-6 Cricri  (9 ADr)
- Siebel Si 202A
- Starck AS-70 Jac
- Starck AS-72
- Taylor E-2 protótipo
- Terle Sportplane (9 AD)
- WNF Wn 16

9AG
- Morane-Saulnier MS.406

9AZ
- Farman F.90

9NC
- Besson MB.41
- Morane-Saulnier MS.191
- Morane-Saulnier MS.315
- Morane-Saulnier MS.343
- Salmson Phrygane D-2
- SPCA 41T
- SPCA 218

9ND
- Besson MB.411
- Bloch MB.81
- Guerchais-Roche T.39/II
- Salmson Phrygane D-4

9NE
- Lioré-et-Olivier LeO C.301

9NH
- SNCASE SE-3110

9NM
- SNCASE Alouette I

| - Albert A-61 - Caudron C.191&2 - Caudron C.220 - Caudron C.270 - Dewoitine D.480 - Farman F.234 - Farman F.280 - Farman F.352 - Hanriot H.411 - Kellner-Béchereau 23 - Morane-Saulnier MS.132 - Morane-Saulnier MS.148 - Potez 36/5 |  | - Jodel D.123 - Caudron C.109.2 - CFA D.7 Cricri Major - Caudron C.110 - Caudron C.161 - Jodel D.124 - Potez 36/3 |

## Especificações (9 Ab)
Dados de Tsygulev

### Características gerais
- Tipo: Nove cilindors, radial em fila única, supercomprimido, refrigerado a ar
- Diâmetro: 125 mm (4,92 in)
- Curso: 170 mm (6,69 in)
- Deslocamento: 18,763 l (1.145 in³)
- Comprimento: 1.000 mm (39,37 in)
- Diâmetro: 1.180 mm (46,46 in)
- Peso vazio: 265 kg (584 lb)

### Componentes
- Válvulas: duas OHV por cilindro
- Compressão: compressor centrífugo de velocidade única
- Injeção: carburador Zenith 42D
- Refrigeração: a ar

### Performance
- Potência: 191 kW (256 hp) a 1.780 rpm na decolagem
- Potência específica: 10,18 kW/L (0,22 hp/in³)
- Taxa de compressão: 5:1
- Consumo específico: 328 g/(kW•h) (0,54 lb/(hp•h))
- Consumo de óleo: 19 g/(kW•h) (0,49 oz/(hp•h))
- Relação peso-potência: 0,72 kW/kg (0,44 hp/lb)